# Bernard Safran
Pour les articles homonymes, voir Safran.
Bernard Safran, né le 3 juin 1924 à Brooklyn et mort le 14 octobre 1995 à Moncton, est un peintre et illustrateur américain. Il est notamment l'auteur de nombreuses couvertures de Time Magazine.

## Biographie
Né à Brooklyn en 1924 de parents immigrés (son père avait fui la Russie tsariste après s'être échappé d'un camp de prisonniers, et sa mère était venu de Pologne à l'âge de 13 ans), Bernard Safran grandit à Bensonhurst, dans un environnement difficile où pullulent les gangsters, mais riche en souvenirs visuels intenses sur la vie de la grande ville.
De 1936 à 1939, il suit les cours de la réputée High School of Music and Art de New York, ce qui lui permet d'accéder à l'histoire de l'art, à la musique et à la littérature, et de visiter les musées d'art de New york et de Brooklyn.
Les nombreuses couvertures de Time Magazine réalisées par Bernard Safran comportent notamment des portraits de la reine Élisabeth II, du pape Jean XXIII, et des présidents Dwight Eisenhower, John Kennedy, Lyndon B. Johnson et Richard Nixon.

## Illustrations

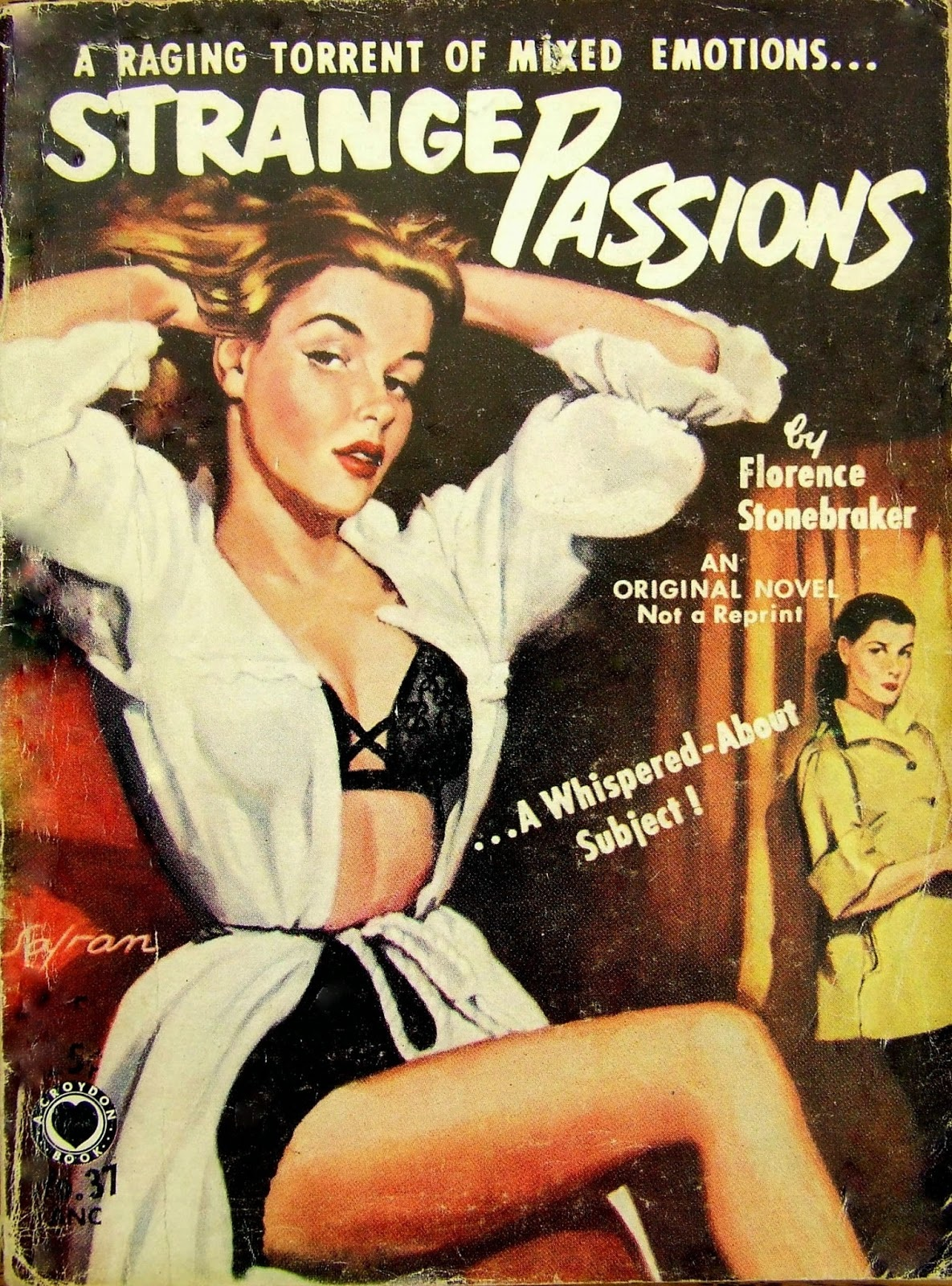
Strange Passions, Lesbian pulp fiction 1953
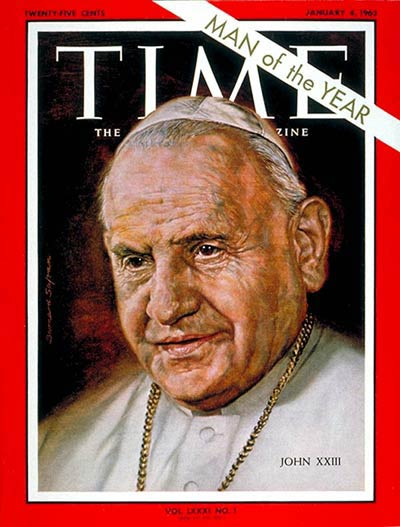
Portrait de Jean XXIII, Time janvier 1963